# Mastigias pantherina
Mastigias pantherina is een schijfkwal uit de familie Mastigiidae. De kwal komt uit het geslacht Mastigias. Mastigias pantherina werd in 1880 voor het eerst wetenschappelijk beschreven door Haeckel. 